# Austroasca nadobna
Austroasca nadobna är en insektsart som beskrevs av Irena Dworakowska 1971. Austroasca nadobna ingår i släktet Austroasca och familjen dvärgstritar. Inga underarter finns listade i Catalogue of Life.